# Malaysia Open 2002
Die Malaysia Open 2002 im Badminton fanden vom 25. bis zum 30. Juni 2002 in der Penang International Sports Arena in Bayan Baru statt. Das Preisgeld betrug 120.000 Dollar.

## Sieger und Platzierte
| Disziplin    | Gold                       | Silber                        | Bronze                               |
| ------------ | -------------------------- | ----------------------------- | ------------------------------------ |
| Herreneinzel | James Chua                 | Ong Ewe Hock                  | Lee Tsuen Seng                       |
| Herreneinzel | James Chua                 | Ong Ewe Hock                  | Bao Chunlai                          |
| Dameneinzel  | Hu Ting                    | Camilla Martin                | Wei Yan                              |
| Dameneinzel  | Hu Ting                    | Camilla Martin                | Xie Xingfang                         |
| Herrendoppel | Chen Qiqiu Liu Yong        | Chang Kim Wai Choong Tan Fook | Jens Eriksen Martin Lundgaard Hansen |
| Herrendoppel | Chen Qiqiu Liu Yong        | Chang Kim Wai Choong Tan Fook | James Anderson Simon Archer          |
| Damendoppel  | Huang Nanyan Yang Wei      | Zhang Yawen Zhao Tingting     | Deyana Lomban Vita Marissa           |
| Damendoppel  | Huang Nanyan Yang Wei      | Zhang Yawen Zhao Tingting     | Gail Emms Joanne Goode               |
| Mixed        | Nathan Robertson Gail Emms | Wang Wei Zhang Yawen          | Simon Archer Joanne Goode            |
| Mixed        | Nathan Robertson Gail Emms | Wang Wei Zhang Yawen          | Alvent Yulianto Jo Novita            |

## Finalergebnisse
| Disziplin    | Sieger                     | Finalist                      | Ergebnis    |
| ------------ | -------------------------- | ----------------------------- | ----------- |
| Herreneinzel | James Chua                 | Ong Ewe Hock                  | 15-10, 15-6 |
| Dameneinzel  | Hu Ting                    | Camilla Martin                | 11-8, 11-6  |
| Herrendoppel | Liu Yong Chen Qiqiu        | Choong Tan Fook Chang Kim Wai | 17-14, 15-3 |
| Damendoppel  | Huang Nanyan Yang Wei      | Zhang Yawen Zhao Tingting     | 11-5, 11-5  |
| Mixed        | Nathan Robertson Gail Emms | Wang Wei Zhang Yawen          | 11-9, 11-4  |

## Ergebnisse

### Herreneinzel Qualifikation
- Yee Siong Ou –  Jia Rong Philip Phua: 7-15 / 15-12 / 15-5
- Chang Feng-chin –  Mohd Hazif Bin Shaharuddin: 15-9 / 15-0
- Salim Sameon –  Raj Veeran: 15-2 / 15-10
- Mohd Hain Mat Zahir –  Iskandar Asis: 15-5 / 15-13
- Kok Hsiung Moo –  Michael Fuchs: 15-10 / 15-5
- Wai Pun Lee –  Mohd Faris Fakri: 3-15 / 15-13 / 15-4
- Hafiz Hasbullah –  Wen Wayne Kuo: 15-9 / 15-9
- Mohd Nazree Latifi –  Sidoro Aditya: 15-5 / 15-0
- Dixson Lai –  Kar Hong Ngiew: 15-11 / 15-6
- Mohd Shafiq Jamaluddin –  Wei Theng Ooi: 15-3 / 10-15 / 15-8
- Chien Yu-hsiu –  Mun Kid Seed: 15-2 / 15-2
- Chin Lee Tan –  Sayed Hafeez Sayed Mohsin: 15-8 / 15-7
- Chin Loon Lim –  Sachin Ratti: 8-15 / 15-4 / 15-12
- Liao Sheng-shiun –  Mohd Redza Hassan: 15-4 / 15-0
- Stanley Savio Michael –  Darrel Chin: 15-13 / 15-5
- Hoon Thien How –  Tim Dettmann: 15-11 / 15-10
- Kar Shek Lai –  Kam Fook Ng: 15-5 / 15-13
- Swee Khoon Ooi –  Kok Seong Lu: 15-8 / 15-8
- Seong Leng Ang –  Mohd Hazwan Jamaluddin: 12-15 / 15-12 / 15-8
- Taufiq Hidayat Akbar –  Chen Wet Lim: 15-2 / 15-3
- Ravinder Singh –  Kenn Lim: 15-4 / 7-15 / 15-2
- Nik Ahmad Faiz Nik Abdullah –  Mohd Izuan Ibrahim: 15-8 / 15-4
- Lee Yen Hui Kendrick –  Mohd Razif Abdul Rahman: 15-6 / 15-5
- Law Yew Thien –  Kah Hung Tsen: 15-6 / 15-7
- Yee Siong Ou –  Makhazm Muhamad: 15-4 / 15-10
- Chang Feng-chin –  Salim Sameon: 15-3 / 15-4
- Bo Rafn –  Mohd Hain Mat Zahir: 15-8 / 15-8
- Kok Hsiung Moo –  Wai Pun Lee: 15-12 / 15-6
- Hafiz Hasbullah –  J. B. S. Vidyadhar: 10-15 / 15-8 / 15-10
- Mohd Nazree Latifi –  Dixson Lai: 15-5 / 15-6
- Chi How Chong –  Mohd Shafiq Jamaluddin: 15-4 / 15-3
- Chien Yu-hsiu –  Chin Lee Tan: 15-2 / 15-3
- Liao Sheng-shiun –  Chin Loon Lim: 15-5 / 17-14
- Stanley Savio Michael –  Zhi Hui Alvin Fu: 10-15 / 15-7 / 15-9
- Kar Shek Lai –  Hoon Thien How: 15-3 / 15-9
- Zhao Rong Tan –  Swee Khoon Ooi: 15-2 / 15-2
- Taufiq Hidayat Akbar –  Seong Leng Ang: 15-4 / 15-2
- Ravinder Singh –  Wah Sum Liew: 15-11 / 15-3
- Lee Yen Hui Kendrick –  Nik Ahmad Faiz Nik Abdullah: 15-11 / 10-15 / 15-6

### Herreneinzel
- Xia Xuanze –  Chang Feng-chin: 15-6 / 15-5
- Kasper Fangel –  Pei Wee Chung: 15-5 / 15-9
- Agus Hariyanto –  Shinya Ohtsuka: 17-16 / 15-4
- Ramesh Nathan –  Lee Yen Hui Kendrick: 15-4 / 15-12
- Lee Tsuen Seng –  Andrew Smith: 15-5 / 15-6
- Hariawan –  Bo Rafn: 15-8 / 15-6
- Indra Wijaya –  Khrishnan Yogendran: 17-15 / 15-6
- Wong Choong Hann –  Hendra Wijaya: 15-6 / 15-8
- Kar Shek Lai –  Stefano Infantino: 6-15 / 15-10 / 15-12
- Chen Yu  –  Poompat Sapkulchananart: 15-5 / 15-10
- Kuan Beng Hong –  Yohan Hadikusumo Wiratama: 15-12 / 8-15 / 15-4
- Anders Boesen –  Mark Constable: 15-3 / 15-6
- Ismail Saman –  Yong Yudianto: 15-3 / 15-9
- James Chua –  Huck Lee Ong: 15-4 / 15-5
- Yeoh Kay Bin –  Keita Masuda: 12-15 / 15-6 / 15-6
- Yong Hock Kin –  Azrihanif Azahar: 15-8 / 15-3
- Hidetaka Yamada –  Dicky Palyama: 15-10 / 15-13
- Ronald Susilo –  Khankham Malaythong: 15-4 / 15-8
- Muhammad Hafiz Hashim –  Fung Permadi: 15-5 / 15-7
- Nikhil Kanetkar –  Yousuke Nakanishi: 15-4 / 10-15 / 15-10
- Sairul Amar Ayob –  Liao Sheng-shiun: 15-9 / 15-5
- Allan Tai –  Jakrapan Thanathiratham: 7-15 / 15-5 / 15-11
- Bao Chunlai –  Matthew Shuker: 15-2 / 15-6
- Ardiansyah Putra –  Gee Chang Choo: 15-7 / 15-5
- Peter Rasmussen –  Ng Wei: 9-15 / 15-5 / 15-11
- Taufiq Hidayat Akbar –  Shoji Sato: 15-11 / 15-17 / 17-14
- Ong Ewe Hock –  Arvind Bhat: 15-2 / 15-5
- Mohd Nazree Latifi –  Sho Sasaki: 15-9 / 15-4
- Roslin Hashim –  Colin Haughton: 17-16 / 15-13
- Abhinn Shyam Gupta –  Chien Yu-hsiu: 9-15 / 15-3 / 15-0
- Lin Dan –  Muhammad Hafiz Hashim: 7-15 / 15-6 / 17-15
- Chetan Anand –  Boonsak Ponsana: w.o.
- Xia Xuanze –  Kasper Fangel: 15-5 / 15-6
- Agus Hariyanto –  Ramesh Nathan: 15-7 / 15-11
- Lee Tsuen Seng –  Hariawan: 15-2 / 15-2
- Indra Wijaya –  Chetan Anand: 15-10 / 3-15 / 15-9
- Wong Choong Hann –  Kar Shek Lai: 15-6 / 15-5
- Chen Yu  –  Kuan Beng Hong: 15-11 / 15-2
- Ismail Saman –  Anders Boesen: 15-10 / 15-5
- James Chua –  Yeoh Kay Bin: 15-4 / 10-15 / 15-13
- Yong Hock Kin –  Hidetaka Yamada: 15-8 / 15-5
- Ronald Susilo –  Muhammad Hafiz Hashim: 15-9 / 15-13
- Sairul Amar Ayob –  Nikhil Kanetkar: 15-12 / 15-11
- Bao Chunlai –  Allan Tai: 15-4 / 15-3
- Peter Rasmussen –  Ardiansyah Putra: 9-15 / 15-11 / 15-11
- Ong Ewe Hock –  Taufiq Hidayat Akbar: 15-2 / 15-8
- Roslin Hashim –  Mohd Nazree Latifi: 15-9 / 15-6
- Lin Dan –  Abhinn Shyam Gupta: 13-15 / 15-10 / 15-7
- Xia Xuanze –  Agus Hariyanto: 15-5 / 15-2
- Lee Tsuen Seng –  Indra Wijaya: 15-12 / 15-9
- Wong Choong Hann –  Chen Yu: 15-6 / 11-15 / 15-5
- James Chua –  Ismail Saman: 15-6 / 15-9
- Ronald Susilo –  Yong Hock Kin: 15-5 / 15-4
- Bao Chunlai –  Sairul Amar Ayob: 14-17 / 15-1 / 15-3
- Ong Ewe Hock –  Peter Rasmussen: 15-11 / 15-8
- Lin Dan –  Roslin Hashim: 15-17 / 15-6 / 15-8
- Lee Tsuen Seng –  Xia Xuanze: 15-7 / 17-16
- James Chua –  Wong Choong Hann: 15-7 / 15-4
- Bao Chunlai –  Ronald Susilo: 15-12 / 15-6
- Ong Ewe Hock –  Lin Dan: 15-11 / 15-9
- James Chua –  Lee Tsuen Seng: 15-2 / 15-8
- Ong Ewe Hock –  Bao Chunlai: 15-12 / 4-15 / 15-12
- James Chua –  Ong Ewe Hock: 15-10 / 15-6

### Dameneinzel Qualifikation
- Wong Miew Kheng –  Carola Bott: 11-4 / 11-4
- Kumiko Ogura –  Chang Ya-lan: 11-2 / 11-7
- Sugita Kunalan –  Huang Yi-fan: 11-7 / 5-11 / 11-7
- Reiko Shiota –  Chean Yean Kah: 11-0 / 11-7
- Yu Jin –  Sze Jinn Lee: 11-2 / 11-2
- Liu Shu-chih –  Nadia Syamsudin Che: 11-3 / 11-3
- Huang Chia-chi –  Lay Peng Yeoh: 11-2 / 11-4
- Sutheaswari Mudukasan –  Norshahliza Baharum: 11-5 / 11-8
- Fan Jing Jing –  Renuga Veeran: 11-3 / 11-4
- Wong Miew Kheng –  Lai Chia-wen: 11-5 / 11-4
- Kumiko Ogura –  Julia Wong Pei Xian: 11-0 / 11-8
- Au Jen Yee –  Faridah Hanum Ali: 9-0 Ret.
- Chien Yu-chin –  Ooi Sock Ai: 7-11 / 11-4 / 11-2
- Wei Yan –  Hooi Shan Loo: 11-2 / 11-0
- Anita Kaur Mohinder –  Khai Ping Lai: 11-3 / 13-11
- Cheng Shao-chieh –  Sugina A/P Kunalan: 11-1 / 11-5
- Yang Chia-chen –  Mooi Hing Yau: 11-0 / 11-7
- Miho Tanaka –  Haw Chiou Hwee: 11-2 / 11-5
- Reiko Shiota –  Sugita Kunalan: 6-11 / 11-7 / 11-7
- Yu Jin –  Liu Shu-chih: 11-4 / 11-1
- Huang Chia-chi –  Sutheaswari Mudukasan: 11-4 / 11-3
- Wong Miew Kheng –  Fan Jing Jing: 11-4 / 11-1
- Kumiko Ogura –  Au Jen Yee: 11-2 / 11-3
- Wei Yan –  Chien Yu-chin: 11-3 / 11-2
- Cheng Shao-chieh –  Anita Kaur Mohinder: 11-9 / 11-0
- Miho Tanaka –  Yang Chia-chen: 11-1 / 11-0

### Dameneinzel
- Camilla Martin –  Sachiko Sekimoto: 11-7 / 11-1
- Zeng Yaqiong –  Woon Sze Mei: 11-4 / 11-8
- Ling Wan Ting –  Juliane Schenk: 11-8 / 11-8
- Sujitra Ekmongkolpaisarn –  Li Li: 3-11 / 11-1 / 11-9
- Kanako Yonekura –  Ng Mee Fen: 7-11 / 11-7 / 11-4
- Louisa Koon Wai Chee –  Huang Chia-chi: 2-11 / 11-8 / 11-5
- Julia Mann –  Mesinee Mangkalakiri: 11-7 / 11-1
- Xie Xingfang –  Liu Zhen: 13-11 / 11-3
- Agnese Allegrini –  Elie Wu: 11-2 / 11-5
- Yu Jin –  Tracey Hallam: 11-2 / 11-7
- Wong Mew Choo –  Miho Tanaka: 12-13 / 11-8 / 11-5
- Wei Yan –  Kelly Morgan: 8-11 / 13-11 / 11-1
- Lee Yin Yin –  Susan Egelstaff: 11-2 / 11-8
- Hu Ting –  Judith Meulendijks: 11-3 / 11-7
- Kaori Mori –  Liu Fan Frances: 4-11 / 11-1 / 11-5
- Wang Chen –  Nicole Grether: 11-2 / 11-1
- Camilla Martin –  Zeng Yaqiong: 9-11 / 11-6 / 11-9
- Sujitra Ekmongkolpaisarn –  Ling Wan Ting: 11-1 / 11-2
- Kanako Yonekura –  Louisa Koon Wai Chee: 11-6 / 11-6
- Xie Xingfang –  Julia Mann: 11-4 / 11-1
- Yu Jin –  Agnese Allegrini: 11-5 / 11-5
- Wei Yan –  Wong Mew Choo: 11-3 / 11-8
- Hu Ting –  Lee Yin Yin: 6-11 / 11-0 / 11-3
- Wang Chen –  Kaori Mori: 11-3 / 11-8
- Camilla Martin –  Sujitra Ekmongkolpaisarn: 12-13 / 11-8 / 11-9
- Xie Xingfang –  Kanako Yonekura: 11-3 / 11-5
- Wei Yan –  Yu Jin: 11-8 / 11-2
- Hu Ting –  Wang Chen: 11-3 / 11-1
- Camilla Martin –  Xie Xingfang: 6-11 / 11-5 / 11-1
- Hu Ting –  Wei Yan: 11-3 / 11-4
- Hu Ting –  Camilla Martin: 11-8 / 11-6

### Herrendoppel Qualifikation
- Tsai Chia-hsin /  Tseng Chung-lin –  Thomas Teh /  Chee Wei Yeoh: 15-4 / 15-5
- Chor Kai Beh /  Tong Hai Tan –  Hendra Wijaya /  Lee Yen Hui Kendrick: 15-11 / 15-6
- Chetan Anand /  J. B. S. Vidyadhar –  Han Ping Chan /  Swee Khoon Ooi: 15-4 / 15-6
- Law Yew Thien /  Raj Veeran –  Aaron Lee Imbaraj /  Kar Chun Ngiew: 15-8 / 15-12
- Alvent Yulianto /  Luluk Hadiyanto –  Mohd Razif Abdul Rahman /  Yee Siong Ou: 15-3 / 15-5
- Jack Koh /  Tan Bin Shen –  Zhi Hui Alvin Fu /  Jia Rong Philip Phua: 15-0 / 15-6
- Doni Prasetyo /  Wandry Kurniawan Saputra –  Mohd Shafiq Jamaluddin /  Wei Theng Ooi: 15-4 / 15-0
- Teng Yung Hooi /  Guan Ming Wong –  Mohd Faris Fakri /  Sayed Hafeez Sayed Mohsin: 15-8 / 15-9
- Boon Heng Kiew /  Soon Chiang Ong –  Hock Kuan Chua /  Nik Azrai Nik A: 15-4 / 15-7
- Tsai Chia-hsin /  Tseng Chung-lin –  Azrihanif Azahar /  Mohd Hazif Bin Shaharuddin: 15-5 / 15-0
- Chor Kai Beh /  Tong Hai Tan –  Eric Tan /  Chae Wah Yee: 15-1 / 15-5
- Tony Gunawan /  Khankham Malaythong –  Yan Sheng Lee /  Chong Hong Lok: 15-4 / 15-0
- Wahyu Agung /  Endra Mulyana Mulyajaya –  Darrel Chin /  Kok Seong Lu: 15-6 / 15-2
- Chetan Anand /  J. B. S. Vidyadhar –  Kenn Lim /  Kah Hung Tsen: 15-3 / 15-5
- Yong Joo Chua /  Khoo Kian Teck –  Kah Hooi Cheang /  Jia Jun Too: 12-16 / 15-9 / 15-8
- Hu Chung-shien /  Lee Wei-jen –  Foo Yeou Chyuan /  Lee Chee Leong: 15-2 / 15-9
- Hoon Thien How /  Stanley Savio Michael –  Law Yew Thien /  Raj Veeran: 15-13 / 15-6
- Alvent Yulianto /  Luluk Hadiyanto –  Jack Koh /  Tan Bin Shen: 15-7 / 15-10
- Doni Prasetyo /  Wandry Kurniawan Saputra –  Teng Yung Hooi /  Guan Ming Wong: 15-5 / 15-5
- Tsai Chia-hsin /  Tseng Chung-lin –  Boon Heng Kiew /  Soon Chiang Ong: 15-6 / 15-10
- Tony Gunawan /  Khankham Malaythong –  Chor Kai Beh /  Tong Hai Tan: 15-2 / 15-3
- Wahyu Agung /  Endra Mulyana Mulyajaya –  Chi How Chong /  Nik Ahmad Faiz Nik Abdullah: 15-3 / 15-8
- Chetan Anand /  J. B. S. Vidyadhar –  Yong Joo Chua /  Khoo Kian Teck: 15-5 / 15-11
- Hu Chung-shien /  Lee Wei-jen –  Chen Wet Lim /  Mun Kid Seed: 15-5 / 15-2

### Herrendoppel
- Jens Eriksen /  Martin Lundgaard Hansen –  Zakry Abdul Latif /  Ng Kean Kok: 15-7 / 15-11
- Tsai Chia-hsin /  Tseng Chung-lin –  Jaseel P. Ismail /  Jaison Xavier: 15-8 / 15-10
- Anthony Clark /  Nathan Robertson –  Sho Sasaki /  Shoji Sato: 15-2 / 15-9
- Ingo Kindervater /  Björn Siegemund –  Gan Teik Chai /  Hong Chieng Hun: 15-8 / 15-7
- Robert Blair /  Ian Palethorpe –  Tim Dettmann /  Michael Fuchs: 15-2 / 15-3
- Chang Kim Wai /  Choong Tan Fook –  Alvent Yulianto /  Luluk Hadiyanto: 15-6 / 15-3
- Cheng Rui /  Wang Wei –  Tony Gunawan /  Khankham Malaythong: 15-7 / 15-12
- Michael Lamp /  Michael Søgaard –  Norio Imai /  Hiroshi Ohyama: 11-15 / 15-4 / 15-5
- Peter Jeffrey /  Julian Robertson –  Sanave Thomas /  Valiyaveetil Diju: 15-7 / 15-6
- Howard Bach /  Kevin Han –  Koo Kien Keat /  Ong Soon Hock: 15-3 / 15-9
- James Anderson /  Simon Archer –  Hu Chung-shien /  Lee Wei-jen: 15-3 / 15-10
- Lars Paaske /  Jonas Rasmussen –  Yousuke Nakanishi /  Shinya Ohtsuka: 15-4 / 15-5
- Chen Qiqiu /  Liu Yong –  Hendri Kurniawan Saputra /  Denny Setiawan: 15-10 / 15-12
- Jesper Larsen /  Jim Laugesen –  Keita Masuda /  Tadashi Ohtsuka: 15-0 / 17-15
- Sudket Prapakamol /  Jakrapan Thanathiratham –  Matthew Hughes /  Martyn Lewis: 15-9 / 7-15 / 15-12
- Chan Chong Ming /  Chew Choon Eng –  Albertus Susanto Njoto /  Yau Tsz Yuk: 15-12 / 15-7
- Jens Eriksen /  Martin Lundgaard Hansen –  Tsai Chia-hsin /  Tseng Chung-lin: 15-7 / 15-13
- Anthony Clark /  Nathan Robertson –  Ingo Kindervater /  Björn Siegemund: 15-8 / 15-8
- Chang Kim Wai /  Choong Tan Fook –  Robert Blair /  Ian Palethorpe: 15-11 / 15-6
- Michael Lamp /  Michael Søgaard –  Cheng Rui /  Wang Wei: 15-9 / 13-15 / 15-12
- Peter Jeffrey /  Julian Robertson –  Howard Bach /  Kevin Han: 15-9 / 15-4
- James Anderson /  Simon Archer –  Lars Paaske /  Jonas Rasmussen: 17-14 / 15-3
- Chen Qiqiu /  Liu Yong –  Jesper Larsen /  Jim Laugesen: 15-13 / 15-3
- Chan Chong Ming /  Chew Choon Eng –  Sudket Prapakamol /  Jakrapan Thanathiratham: 15-6 / 15-9
- Jens Eriksen /  Martin Lundgaard Hansen –  Anthony Clark /  Nathan Robertson: 8-15 / 15-6 / 15-9
- Chang Kim Wai /  Choong Tan Fook –  Michael Lamp /  Michael Søgaard: 15-2 / 13-15 / 15-3
- James Anderson /  Simon Archer –  Peter Jeffrey /  Julian Robertson: 15-11 / 15-8
- Chen Qiqiu /  Liu Yong –  Chan Chong Ming /  Chew Choon Eng: 15-8 / 15-10
- Chang Kim Wai /  Choong Tan Fook –  Jens Eriksen /  Martin Lundgaard Hansen: 15-8 / 8-15 / 15-10
- Chen Qiqiu /  Liu Yong –  James Anderson /  Simon Archer: 15-8 / 15-10
- Chen Qiqiu /  Liu Yong –  Chang Kim Wai /  Choong Tan Fook: 17-14 / 15-3

### Damendoppel
- Huang Nanyan /  Yang Wei –  Louisa Koon Wai Chee /  Li Wing Mui: 11-1 / 11-0
- Diah Novita /  Rosie Riani –  Fong Chew Yen /  Tania Teoh: 11-5 / 11-4
- Rita Yuan Gao /  Sandra Watt –  Joanne Nicholas /  Natalie Munt: 4-11 / 11-9 / 13-12
- Kumiko Ogura /  Reiko Shiota –  Nadia Syamsudin Che /  Sze Jinn Lee: 11-2 / 11-1
- Deyana Lomban /  Vita Marissa –  Ann-Lou Jørgensen /  Rikke Olsen: 7-11 / 11-2 / 11-8
- Sathinee Chankrachangwong /  Saralee Thungthongkam –  Haw Chiou Hwee /  Julia Wong Pei Xian: 11-0 / 11-4
- Ella Tripp /  Sara Sankey –  Anita Kaur Mohinder /  Renuga Veeran: 13-10 / 11-0
- Chin Eei Hui /  Wong Pei Tty –  Cheng Wen-hsing /  Chien Yu-chin: 5-11 / 11-9 / 11-4
- Mesinee Mangkalakiri /  Elie Wu –  Khai Ping Lai /  Hooi Shan Loo: 12-13 / 11-3 / 11-5
- Gail Emms /  Joanne Goode –  Nicole Grether /  Juliane Schenk: 11-0 / 11-1
- Ooi Sock Ai /  Wai See Wong –  Huang Yi-fan /  Yang Chia-chen: 11-4 / 11-2
- Eny Erlangga /  Jo Novita –  Chean Yean Kah /  Lay Peng Yeoh: 11-2 / 11-2
- Hu Hsiu-lien /  Liu Shu-chih –  Mooi Hing Yau /  Phui Leng See: 11-4 / 11-4
- Zhao Tingting /  Zhang Yawen –  Fan Jing Jing /  Liu Zhen: 11-4 / 11-1
- Kaori Mori /  Megumi Oniike –  Chang Ya-lan /  Lai Chia-wen: 11-7 / 11-4
- Pernille Harder /  Mette Schjoldager –  Carola Bott /  Marilyn Mei Ling Pang: 11-5 / 11-1
- Huang Nanyan /  Yang Wei –  Diah Novita /  Rosie Riani: 11-1 / 11-4
- Kumiko Ogura /  Reiko Shiota –  Rita Yuan Gao /  Sandra Watt: 11-8 / 12-13 / 13-10
- Deyana Lomban /  Vita Marissa –  Sathinee Chankrachangwong /  Saralee Thungthongkam: 11-5 / 11-8
- Chin Eei Hui /  Wong Pei Tty –  Ella Tripp /  Sara Sankey: 8-11 / 11-4 / 11-6
- Gail Emms /  Joanne Goode –  Mesinee Mangkalakiri /  Elie Wu: 11-6 / 11-3
- Eny Erlangga /  Jo Novita –  Ooi Sock Ai /  Wai See Wong: 11-4 / 11-0
- Zhao Tingting /  Zhang Yawen –  Hu Hsiu-lien /  Liu Shu-chih: 11-2 / 11-1
- Pernille Harder /  Mette Schjoldager –  Kaori Mori /  Megumi Oniike: 9-11 / 11-3 / 11-8
- Huang Nanyan /  Yang Wei –  Kumiko Ogura /  Reiko Shiota: 11-7 / 11-2
- Deyana Lomban /  Vita Marissa –  Chin Eei Hui /  Wong Pei Tty: 11-5 / 11-8
- Gail Emms /  Joanne Goode –  Eny Erlangga /  Jo Novita: 13-12 / 11-7
- Zhao Tingting /  Zhang Yawen –  Pernille Harder /  Mette Schjoldager: 11-5 / 11-6
- Huang Nanyan /  Yang Wei –  Deyana Lomban /  Vita Marissa: 4-11 / 11-2 / 11-6
- Zhao Tingting /  Zhang Yawen –  Gail Emms /  Joanne Goode: 11-6 / 11-2
- Huang Nanyan /  Yang Wei –  Zhao Tingting /  Zhang Yawen: 11-5 / 11-5

### Mixed
- Sudket Prapakamol /  Sathinee Chankrachangwong –  Jens Eriksen /  Mette Schjoldager: 4-11 / 13-10 / 11-9
- Albertus Susanto Njoto /  Li Wing Mui –  Ng Kean Kok /  Fong Chew Yen: 11-4 / 11-6
- Robert Blair /  Natalie Munt –  Tsai Chia-hsin /  Cheng Wen-hsing: 11-7 / 13-11
- Alvent Yulianto /  Jo Novita –  Gan Teik Chai /  Marilyn Mei Ling Pang: 9-11 / 11-3 / 11-3
- Michael Lamp /  Ann-Lou Jørgensen –  Anggun Nugroho /  Eny Widiowati: 11-5 / 8-11 / 11-7
- Raj Veeran /  Renuga Veeran –  Hiroshi Ohyama /  Megumi Oniike: 11-3 / 7-11 / 11-6
- Wang Wei /  Zhang Yawen –  Anthony Clark /  Sara Sankey: 13-11 / 11-6
- Chan Chong Ming /  Lim Pek Siah –  Matthew Hughes /  Robyn Ashworth: 11-9 / 11-4
- Graham Hurrell /  Joanne Nicholas –  Lee Wei-jen /  Huang Chia-chi: 11-2 / 11-9
- Khunakorn Sudhisodhi /  Saralee Thungthongkam –  Yau Tsz Yuk /  Louisa Koon Wai Chee: 11-9 / 11-4
- Zakry Abdul Latif /  Wong Pei Tty –  Tony Gunawan /  Mesinee Mangkalakiri: 11-7 / 5-11 / 11-0
- Nathan Robertson /  Gail Emms –  Lars Paaske /  Pernille Harder: 11-1 / 11-3
- Endra Mulyana Mulyajaya /  Rosie Riani –  Michael Fuchs /  Carola Bott: 11-0 / 11-2
- Nova Widianto /  Vita Marissa –  Chen Qiqiu /  Zhao Tingting: 11-8 / 13-10
- Simon Archer /  Joanne Goode –  Stefano Infantino /  Agnese Allegrini: 11-2 / 11-1
- Michael Søgaard /  Rikke Olsen –  Chew Choon Eng /  Chin Eei Hui: 11-7 / 11-13 / 11-3
- Sudket Prapakamol /  Sathinee Chankrachangwong –  Albertus Susanto Njoto /  Li Wing Mui: 11-9 / 11-2
- Alvent Yulianto /  Jo Novita –  Robert Blair /  Natalie Munt: 8-11 / 11-4 / 11-9
- Michael Lamp /  Ann-Lou Jørgensen –  Raj Veeran /  Renuga Veeran: 11-3 / 11-4
- Wang Wei /  Zhang Yawen –  Chan Chong Ming /  Lim Pek Siah: 11-4 / 11-0
- Khunakorn Sudhisodhi /  Saralee Thungthongkam –  Graham Hurrell /  Joanne Nicholas: 11-8 / 11-5
- Nathan Robertson /  Gail Emms –  Zakry Abdul Latif /  Wong Pei Tty: 11-3 / 11-0
- Nova Widianto /  Vita Marissa –  Endra Mulyana Mulyajaya /  Rosie Riani: 11-2 / 11-5
- Simon Archer /  Joanne Goode –  Michael Søgaard /  Rikke Olsen: 11-8 / 11-6
- Alvent Yulianto /  Jo Novita –  Sudket Prapakamol /  Sathinee Chankrachangwong: 11-5 / 5-11 / 11-6
- Wang Wei /  Zhang Yawen –  Michael Lamp /  Ann-Lou Jørgensen: 11-6 / 11-8
- Nathan Robertson /  Gail Emms –  Khunakorn Sudhisodhi /  Saralee Thungthongkam: 3-11 / 13-12 / 11-2
- Simon Archer /  Joanne Goode –  Nova Widianto /  Vita Marissa: 8-11 / 11-9 / 11-5
- Wang Wei /  Zhang Yawen –  Alvent Yulianto /  Jo Novita: 11-4 / 9-11 / 11-3
- Nathan Robertson /  Gail Emms –  Simon Archer /  Joanne Goode: 11-13 / 11-4 / 11-6
- Nathan Robertson /  Gail Emms –  Wang Wei /  Zhang Yawen: 11-9 / 11-4